# 공주시 (2012년 선거구)
공주시는 대한민국의 옛 국회의원 선거구이다. 당시 충청남도 공주시 지역을 관할했다.

## 역사
2012년 7월 1일을 기해 연기군 전 지역이 세종특별자치시로 출범하였다. 이에 대한민국 제19대 국회의원 선거를 앞두고 공주시·연기군 선거구에서 연기군 지역이 세종특별자치시 선거구를 구성하게 되었으며 남은 공주시 지역이 단독 선거구를 구성하게 되면서 신설되었다.
대한민국 제20대 국회의원 선거를 앞둔 상황에서 인구 하한선 미달로 인하여 부여군·청양군 선거구와 통합되어 공주시·부여군·청양군 선거구를 형성하게 됨에 따라 폐지되었다.

## 역대 국회의원
| 선거   | 정당 | 정당       | 의원   |
| ------ | ---- | ---------- | ------ |
| 2012년 |      | 민주통합당 | 박수현 |

## 역대 선거 결과

### 대한민국 제19대 국회의원 선거
|  | 47.87% |

|  | 43.68% |

|  | 8.44% |